# Bitwa pod Shuangduiji
Bitwa pod Shuangduiji – starcie zbrojne, które miało miejsce w trakcie chińskiej wojny domowej (1946–1949). Bitwa była decydującym starciem podczas kampanii Huaihai a jej wynik przyczynił się do zwycięstwa sił KPCh w wojnie domowej.  
Po starciach w okolicy Xuzhou, w rejonie Shuangduiji komuniści przypuścili kilka szturmów na wojska nacjonalistów pod dowództwem Huang Weia. W Shuangduiji (nazwa oznaczająca „wieś pary kurhanów”) znajdowały się liczne prehistoryczne menhiry o szerokości 40 m i wysokościach dochodzących do 20 m. Stanowiły one idealne punkty obserwacyjne dla wojsk Huanga. Dnia 5 grudnia 1948 dowódcy komunistyczni Chen Yi, Liu Bocheng i Deng Xiaoping podjęli decyzję o szturmie. Następnego dnia trzy grupy armii komunistów uderzyły na pozycje przeciwnika ponosząc całkowitą klęskę. Natarcie ponowiono 7 grudnia. Walki trwały całą noc i zakończyły się wyparciem komunistów z zajętego przez nich tej samej nocy Zhangweizi. Rankiem następnego dnia nacjonaliści wycofali się jednak ze wsi do pobliskiego Yangweizi. Celem nacjonalistów stało się teraz przebicie przez pierścień sił komunistycznych. 12 grudnia Liu Bocheng i Chen Yi wystosowali ultimatum do Huang Weia, grożąc zniszczeniem jego sił w razie odmowy kapitulacji. 
14 grudnia komuniści rozpoczęli kolejny szturm poprzedzony ogniem artyleryjskim. Poszczególne punkty oporu po kolei były likwidowane. Do niewoli dostał się m.in. Huang Wei. Na wieść o klęsce Huang Weia, Du Yuming w kwaterze we wsi Chenguanzhuang wydał rozkaz przejścia do defensywy. Jego okrążone wojska od tygodni cierpiały na brak dostaw zaopatrzenia, żywiąc się trawą i kiełkami zbóż. Do decydującego szturmu na oddziały Du Yuminga doszło dnia 6 stycznia 1949. Dzień później resztki sił nacjonalistów zostały rozbite a niedobitki wycofały się na zachód. 10 stycznia komuniści zajęli kwaterę w Chenguanzhuang a Du Yuming oddał się w ręce zwycięzców. Walki zakończone tego samego dnia oznaczały koniec Republiki Chińskiej na kontynencie.